# Похищение по-американски
«Похищение по-американски» (англ. The Fantastic Seven) — американский телефильм, поставленный режиссёром Джоном Пейсером (англ. John Peyser) и выпущенный в 1979 году как пилот для задуманного, но не реализованного сериала.
В начале 1980-х годов фильм был запущен в кинопрокат в СССР и собрал 30 миллионов зрителей.

## Сюжет
Во время съёмок фильма похищают кинозвезду. Требования слишком велики — десять миллионов долларов. Полиция не торопится с делом, кинофирма в ожидании. Один из каскадёров Хилл Синглтон набирает команду подобных ему суперменов (пятеро мужчин и две женщины) и отправляется на помощь. Погони, взрывы, невероятные трюки — всё это сплетается в одно, как только герои оказываются в центре злодейского гнезда, где заточена кинозвезда.

## В ролях
- Кристофер Коннелли — Хилл Синглтон
- Кристофер Ллойд — Скип Хартман
- Патрик Макни — Бодро
- Эльке Зоммер — Ребекка Уэйн
- Сун-Тек О — Кенни Юто